# Westelijke Oblast (1926-1936)
De Westelijke Oblast (Russisch: Западная область) was een oblast van de RSFSR. De hoofdstad was Smolensk. De republiek bestond van 1 augustus 1926 tot 27 september 1936. De hoofdstad van de oblast was Smolensk. De oblast lag in het westen van Europees Rusland en het gebied is verdeeld tussen de oblasten Brjansk, Kaloega, Pskov, Smolensk en Tver.

## Geschiedenis
De oblast ontstond op 1 oktober 1929 door het Heel-Russisch Centraal Uitvoerend Comité. Het gebied van de oblast ontstond uit de gouvernementen Smolensk en Brjansk en delen van de gouvernementen Moskou, Kaloega en Tver en de okroeg Velikieje Loeki van de oblast Leningrad. Het oblast was onderverdeeld in administratieve gebieden, okroegen genoemd.
- Okroeg Brjansk Brjansk
- Okroeg Klintsj Klintsj
- Okroeg Roslavl Roslavl
- Okroeg Rzjev Rzjev
- Okroeg Smolensk Smolensk
- Okroeg Soechinitsji Soechinitsji
- Okroeg Velikieje Loeki Velikieje Loeki
- Okroeg Vjazma Vjazma

Voordat de oblast ontstond gebruikten de gouverneurs de oude eenheden (oejezden) die ook in het Russische rijkt gebruikt werden. Op 1 oktober 1929 werd de verdeling van de oblast in districten.
Op 10 mei 1930 werd het district Oevarovsk overgedragen aan het Oblast Moskou. Op 12 mei werd de okroeg Smolensk hernoemd tot de okroeg Jartsevo en de hoofdstad werd verplaatst naar Jartsevo.
Op 1 augustus 1930 werden de okroegen afgeschaft en de districten vielen direct onder de oblast. De steden Smolensk en Brjansk kregen een aparte positie binnen de oblast. Op 20 september warden twaalf districten afgeschaft en op 20 november werden de drie oblasten Grinjov, Kardimov, en Katinsin afgeschaft en het gebied werd in het district Smolensk gevoegd.
Op10 februari werd het district Vschodsk afgeschaft en op 1 februari 1932 werden er nog achttien districten afgeschaft. Op 20 1934 werden de districten Pogorelsk, Pretsjistensk, en Soetsemsk afgeschaft. Op 28 december 1934 werd het district Plochinsk hernoemd tot district Roemjantsevsk. Op 18 januari 1935 werden een aantal districten heropgericht en nieuwe districten opgericht. Op 29 januari 1935 werd het noordelijke deel van de westelijke oblast overgedragen in de Oblast Kalinin.
Op 27 december 1935 werd het district Voskresensk hernoemd tot district Andrejevsk, in januari 1936 werd het district Pesotsjensk hernoemd district Kirovsk. Op 5 maart 1927 werd het district Boecharinsk, na de arrestatie van Nikolaj Boecharin die in 1937 geëxecuteerd werd, hernoemd tot district Tsjertsjinsk. In 1934 werd het district Roemjantsevsk, na de arrestatie van Ivan Roemjantsev de eerste voorzitter van de bolsjewistische partij van de Westelijke oblast, tot Oeljanovsk.
Op 27 september 1937 vaardigde het Heel-Russisch Centraal Uitvoerend Comité een decreet uit waarmee de Westelijke Oblast af en het gebied werd verdeeld tussen de Oblast Orjol en de Oblast Smolensk.
De belangrijkste was de voorzitter van het Oblast Comité van de Sovjet-Unie. De voorzitters hiervan waren Ivan Petrovitsj Roemjantsev van 1929 tot 1937 die geëxecuteerd werd tijdens de Grote Zuivering en Demian Sergejevitsj Korotsjenko (1937), die voorzitter was tot de opheffing van de oblast.